# Isla

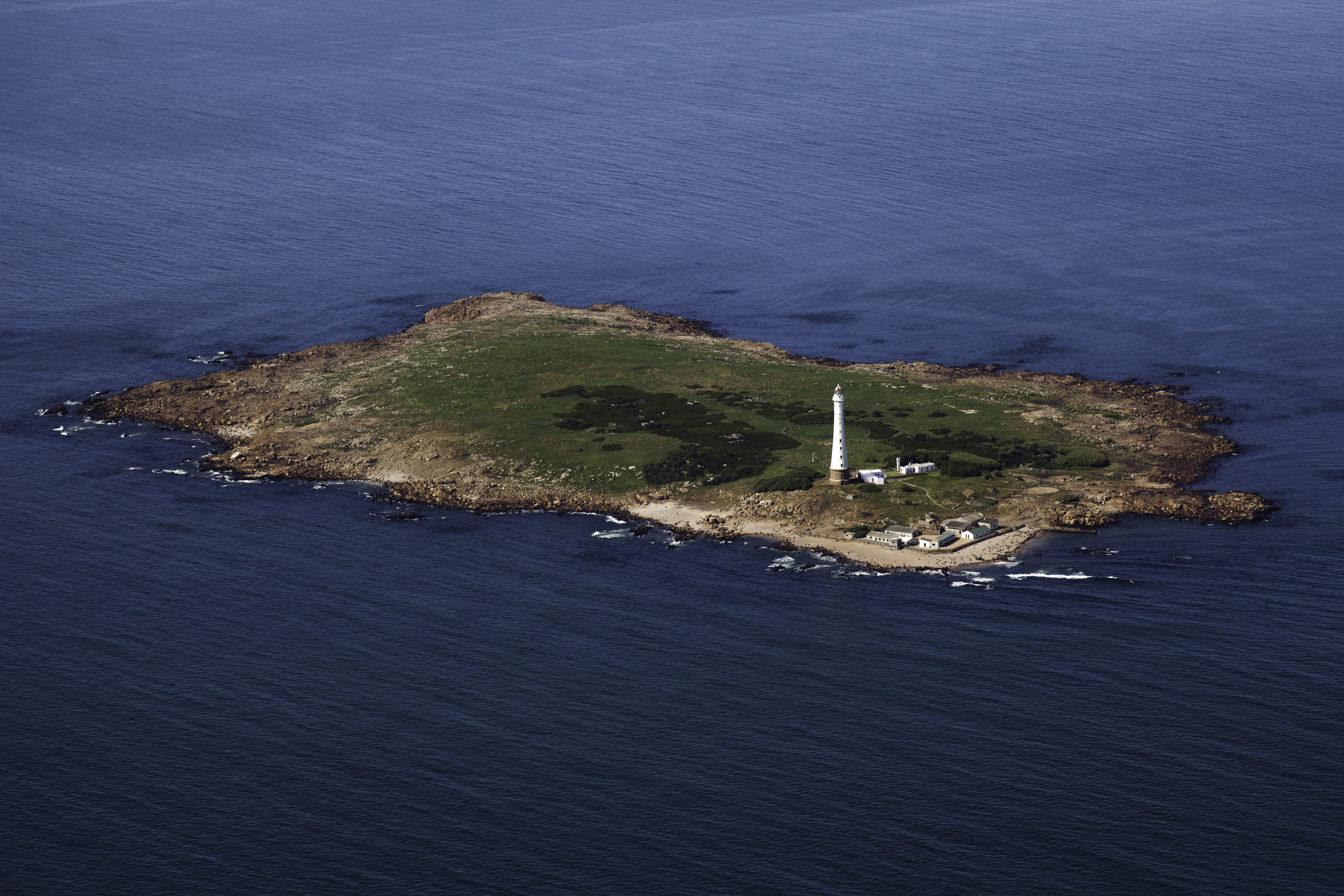
Isla de Lobos, en Uruguay

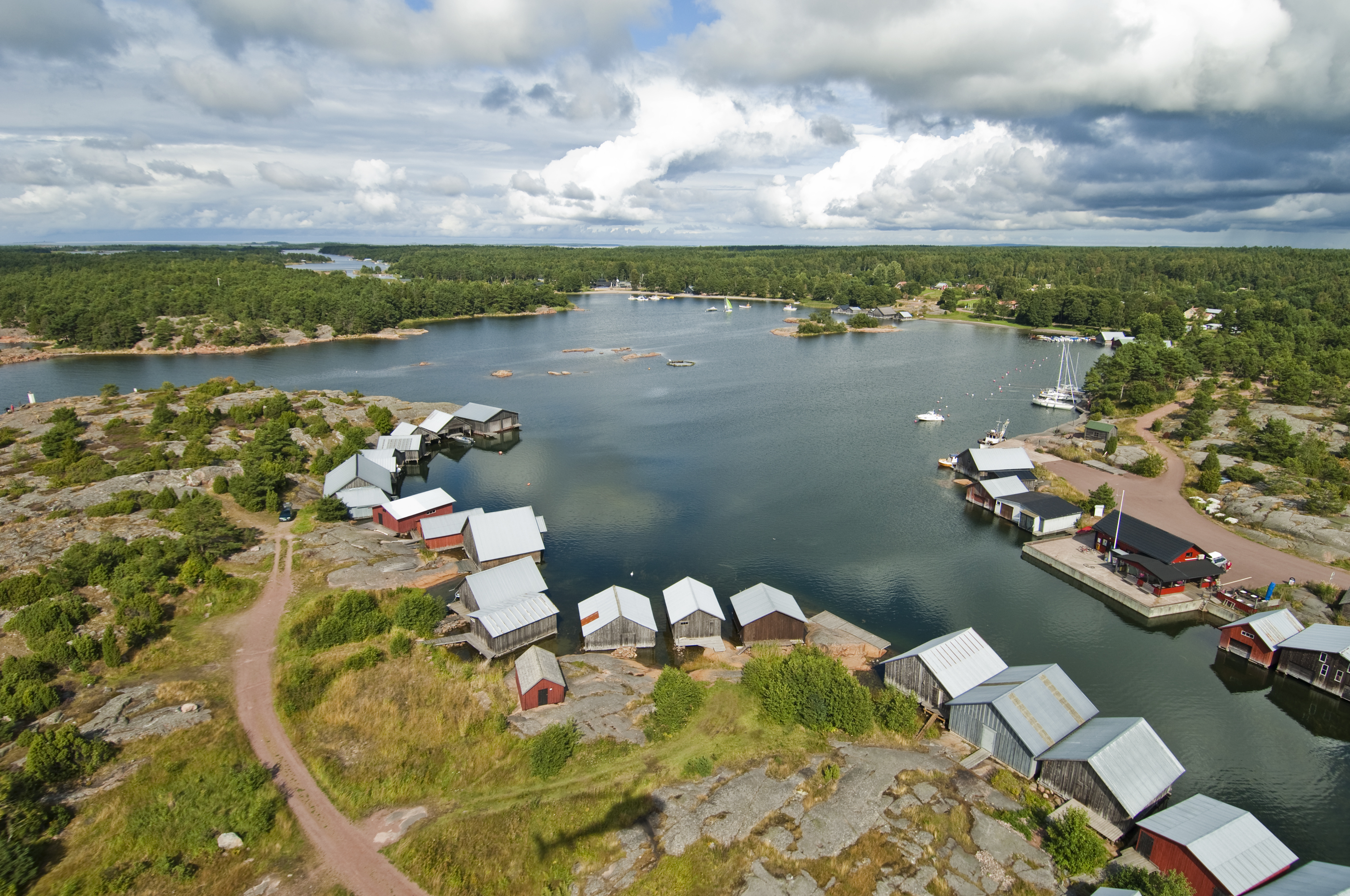
Un paisaje de las islas Åland

Una isla es una porción de tierras naturalmente emergidas completamente rodeadas por agua. Tienen un área menor que un continente y mayor que un islote; y son más estables que un pequeño banco de arena. Un conjunto de islas geológica o geográficamente relacionadas se llama archipiélago. 
Con respecto a sus áreas, estas varían desde los más de 2 millones de km² de Groenlandia —la isla más grande de la Tierra—;  hasta islas de pocos m². Hay que tener en cuenta que la clasificación entre isla e islote es subjetiva, ya que no hay criterios establecidos que la permitan; es por ello por lo que no se puede determinar cuál es la isla más pequeña del mundo. En las de menor tamaño, los procesos de erosión y sedimentación alteran significativamente sus áreas y, cuando interesan, suelen ser estabilizadas artificialmente por medio de defensas.
En cuanto a su población, estas varían desde los más de 160 millones de habitantes que, en 2015, tenía Java (Indonesia), la más poblada; hasta las islas deshabitadas por su pequeño tamaño, la escasez de recursos, la inaccesibilidad o la rigurosidad del clima.
Para lo perteneciente o relativo a una isla o sus habitantes, se utilizan los adjetivos «insular», «insulano» e «isleño», procedentes los dos primeros de la etimología de la palabra «isla», que se formó a partir del vocablo latino insŭla.

## Origen geológico
Las islas se pueden clasificar por su origen geológico. Las islas rodeadas de agua de mares y océanos se clasifican en:

### Islas continentales
Están conectadas al continente por la plataforma continental y separadas de este por una masa de agua poco profunda (significa que es menor de 200 m). Son elevaciones de la plataforma continental y están compuestas por los mismos materiales litológicos. En el pasado geológico, en el que el nivel del océano había descendido, muchas de ellas estuvieron unidas al continente. Tienen un ciclo de vida geológica más prolongada . Ejemplos notables:

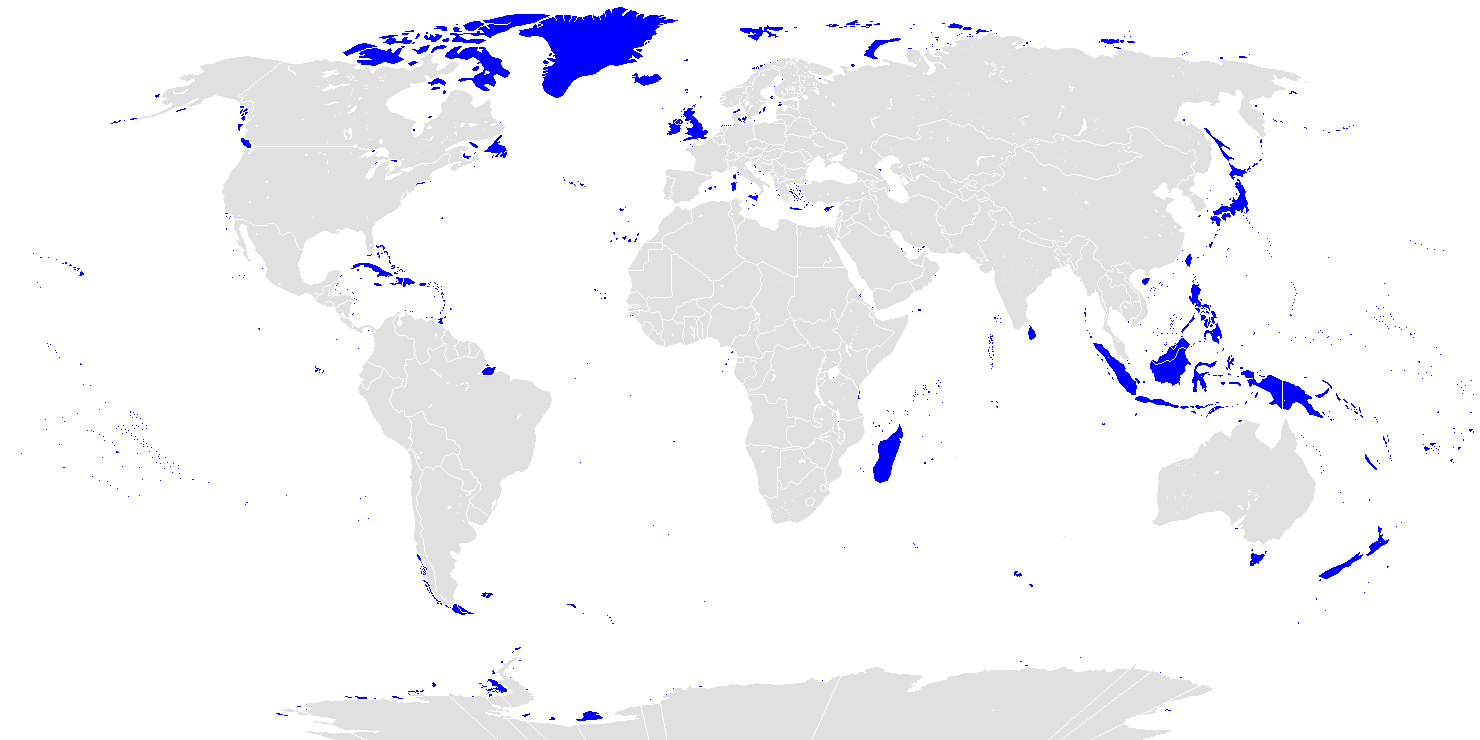
Islas del mundo.

- Las islas británicas están ubicadas en la plataforma continental europea que constituye el fondo del mar del Norte.
- Las islas Malvinas están ubicadas en la plataforma continental patagónica.
- El archipiélago ártico canadiense: es parte del escudo Canadiense que constituye el extremo norte de América del Norte.
- Groenlandia: su basamento precámbrico pertenece al escudo Canadiense, por lo que, geológicamente, es parte de América del Norte.

Otro caso son las islas que a su vez son microcontinentes, es decir, porciones de Pangea que no se fusionaron con los continentes actuales. Madagascar se separó de Gondwana hace alrededor de 165 millones de años junto al subcontinente indio; del cual se separó posteriormente, hace 65 millones de años. Se la asocia a África por su cercanía.

### Islas volcánicas
Nacen como volcanes en el fondo del mar y a lo largo de millones de años emergen a la superficie del océano convirtiéndose así en islas. Son geológicamente recientes. Según el mecanismo de formación, a su vez, se clasifican en:

Esquema del proceso de subducción

#### Arco insular en zona de subducción
Originado como consecuencia de un proceso de subducción, es decir, cuando una placa tectónica choca contra otra y se desliza por debajo de ella ejerciendo una gran presión y elevando el terreno. Este proceso da lugar, a su vez, a la formación de volcanes. Estos picos volcánicos forman una cadena de islas paralelas al límite de la placa. La fuerte fricción hacia abajo que produce una placa tectónica al converger con la otra, produce en ese lugar una fosa oceánica profunda. Esa fricción es también la causante de terremotos. 
Ejemplos típicos son:
- Antillas: formadas por el contacto entre la placa del Caribe con las placas americanas. Relacionada con este proceso se ha formado la fosa de Puerto Rico.

- Aleutianas: formadas por el contacto entre la placa Norteamericana y la del Pacífico. La fosa oceánica asociada tiene el mismo nombre.
- La placa filipina en su contacto con la del Pacífico y la Asiática produce las islas Filipinas y muchas otras como las Marianas asociadas a la fosa de las Marianas, la más profunda del mundo.

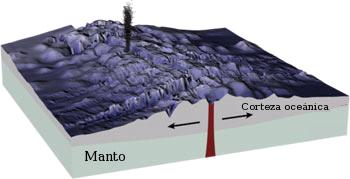
Esquema de una dorsal oceánica

#### Dorsal medio-oceánica
Las dorsales medio-oceánicas son elevaciones submarinas situadas en la parte media de los océanos. Están producidas por bordes divergentes, que son  los límites entre dos placas contiguas que se separan. Conforme las placas se separan, asciende magma desde el manto terrestre y se forman volcanes submarinos. Algunas cimas de las dorsales sobresalen por encima del mar y forman islas volcánicas, como Islandia, Santa Elena, Ascensión, Tristán de Acuña, en el Atlántico o la Isla de Malpelo

Esquema de un punto caliente y la producción de un archipiélago mediante el movimiento de la placa con respecto al manto.

#### Puntos calientes intraplaca
Los puntos calientes (del inglés hotspot) son áreas de actividad volcánica alta con relación a sus entornos. A diferencia de otras áreas de vulcanismo como las zonas de subducción o las dorsales oceánicas (donde también hay puntos calientes), el vulcanismo de los puntos calientes intraplaca no está necesariamente asociado a las partes limítrofes de las placas tectónicas. Ejemplos de este tipo de islas son las Hawái, Marquesas, Pitcairn, de la Sociedad (donde está Tahití) en la placa del Pacífico; islas Cabo Verde y Reunión en la placa africana.

### Mixtas
En muchas islas se han dado los dos procesos anteriores. Por ejemplo, Japón que se trata de un arco que parece haberse formado sobre un fragmento preexistente de corteza continental. Otros ejemplos son las islas del mar Egeo.

### Islas coralinas

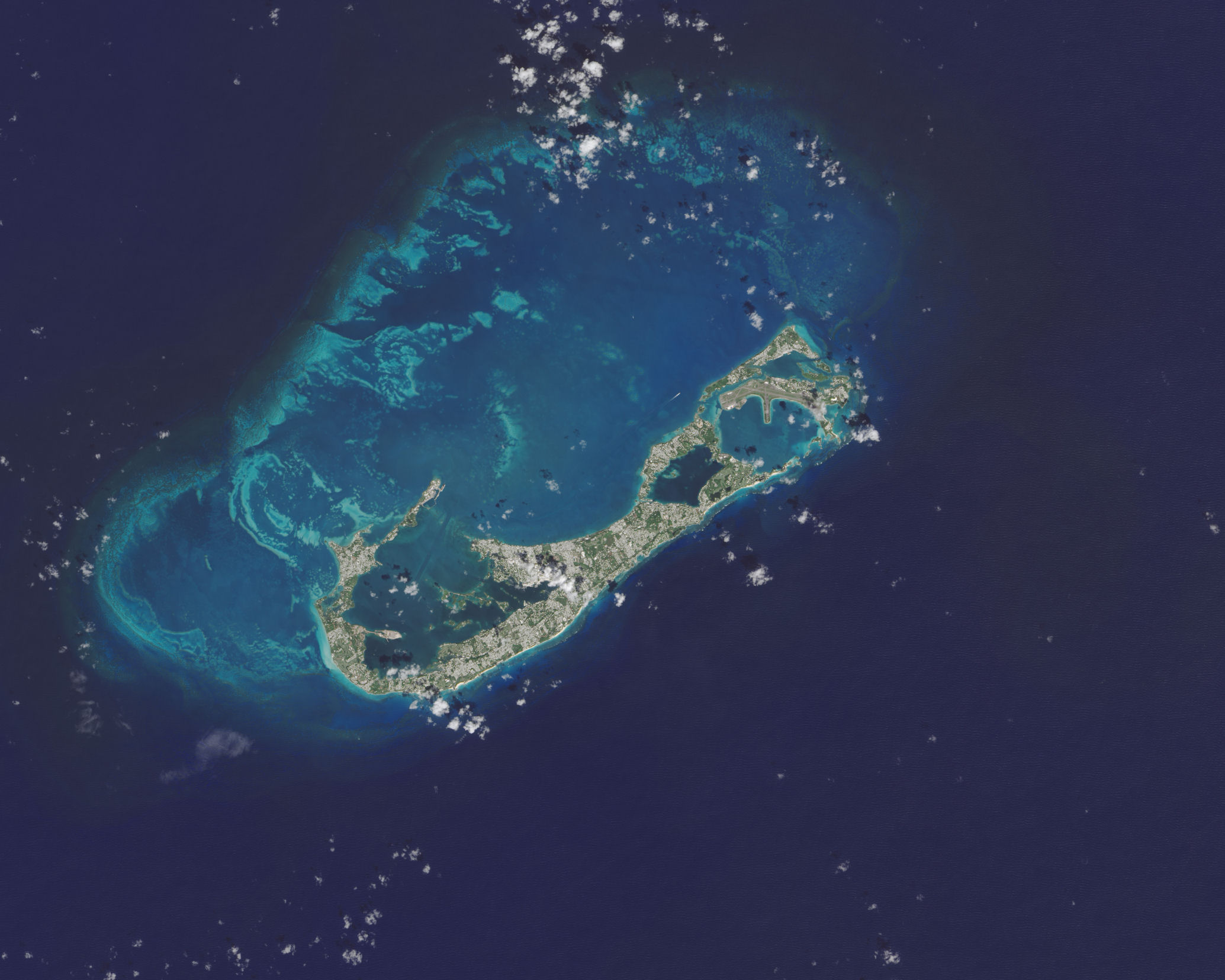
Vista satelital de las islas Bermudas con sus arrecifes coralinos.

Las islas y arrecifes coralinos se encuentran en mares tropicales y subtropicales. Están formadas por los esqueletos de un grupo de organismos marinos primitivos, denominados corales. Se forman cuando el coral crece hasta la superficie del océano, desde plataformas submarinas no muy profundas, siendo muchas veces conos volcánicos. Cuando el cono está completamente sumergido se forma un atolón coralino. El coral dejará de crecer hacia arriba cuando llega a la superficie. Por este motivo estas islas son planas y bajas. Ejemplos de este tipo de islas son: 
- Las Maldivas.
- El archipiélago Chagos.
- El archipiélago Los Roques.
- La isla Jarvis.

### Islas sedimentarias
Estas islas se forman en la desembocadura de ríos grandes por la acumulación de arena, grava y lodo, que son arrastrados por la corriente del río. Estos sedimentos se van depositando formando montículos en lagos, lagunas, u otros ríos donde la corriente pierde velocidad. Estas islas forman un delta, como por ejemplo los deltas de los ríos Ebro, Ganges, Misisipi, Orinoco, Nilo y Paraná. La isla de Marajó, en la desembocadura del Amazonas, es la mayor isla sedimentaria del mundo, con una extensión igual a la de Dinamarca.

### Islas fluviales
Las islas fluviales se forman a partir de barras presentes en el canal central del río, cuyas partículas se componen de materiales de diverso tamaño. La migración de los ríos de curso meándrico y anastomosado dejan una serie de crestas o restingas y depresiones pantanosas o bajiales, que se denominan complejo de orillares, lo que va determinando la conformación de diferentes tipos de vegetación, como por ejemplo ambientes de tierra firme, ambientes inundables o ambientes transicionales entre estos dos. Cada cresta representa el resultado de la migración del curso durante la formación de una nueva playa.

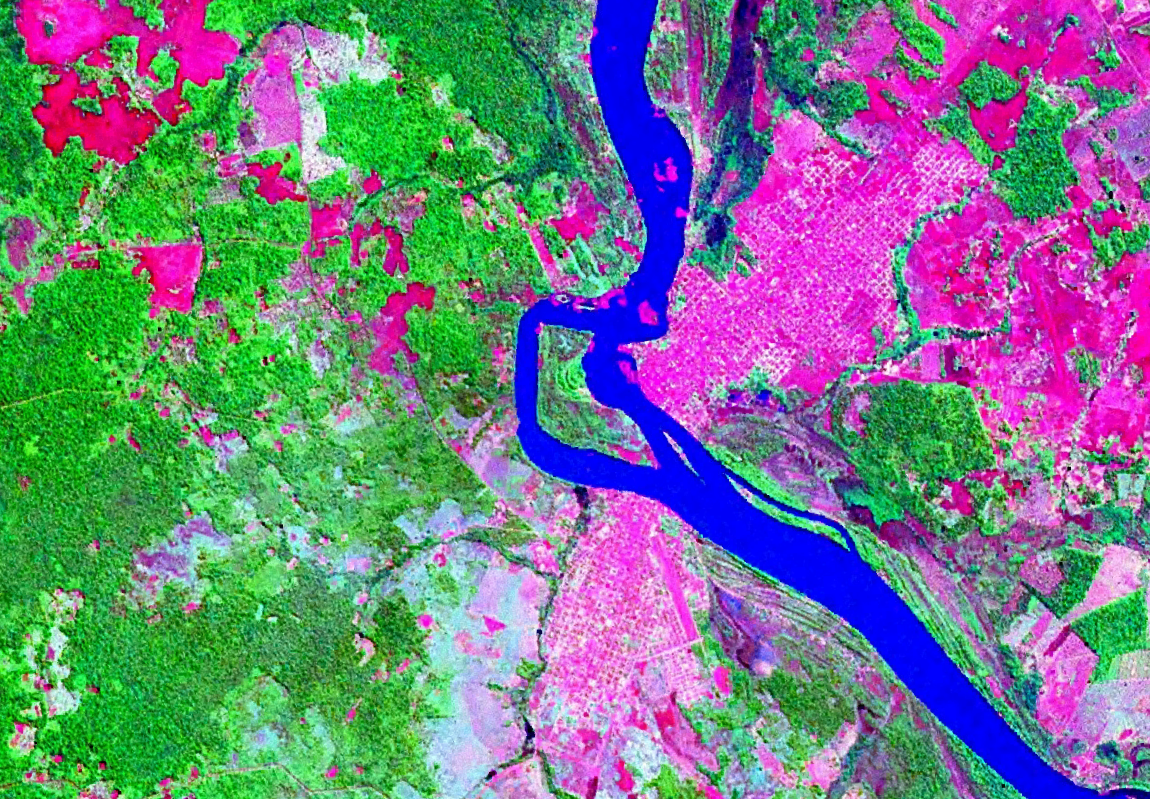
Imagen satelital de la isla fluvial Suárez (Bolivia - Brasil).

Las islas fluviales, al encontrarse delimitadas por un río y sujetas a su dinámica de inundación, presentan una serie de condiciones ambientales específicas en áreas muy pequeñas, producto de las diferencias topográficas, lo que obliga a ciertas especies animales y vegetales a adaptarse a las condiciones que este dinamismo conlleva. Por ejemplo, los bosques inundados temporalmente tienen características muy heterogéneas en áreas pequeñas; estos bosques no son estables, pues están sujetos a cambios causados por el crecimiento y avance del cauce el río. Se considera que la Isla del Bananal en el centro de Brasil es la mayor isla fluvial de la Tierra.

## Islas artificiales
Casi todas las islas de la Tierra son naturales y se han formado por fuerzas tectónicas o erupciones volcánicas. Sin embargo, también existen islas artificiales (creadas por el hombre), como la isla de la Bahía de Osaka frente a la isla japonesa de Honshu, en la que se encuentra el Aeropuerto Internacional de Kansai. Las islas artificiales pueden construirse con materiales naturales (por ejemplo, tierra, roca o arena) o artificiales (por ejemplo, placas de hormigón o residuos reciclados).
A veces, las islas naturales se amplían artificialmente, como la Isla Vasilyevsky en la ciudad rusa de San Petersburgo, cuya orilla occidental se amplió hacia el oeste en unos 0,5 km en la construcción del Puerto de Pasajeros de San Petersburgo.

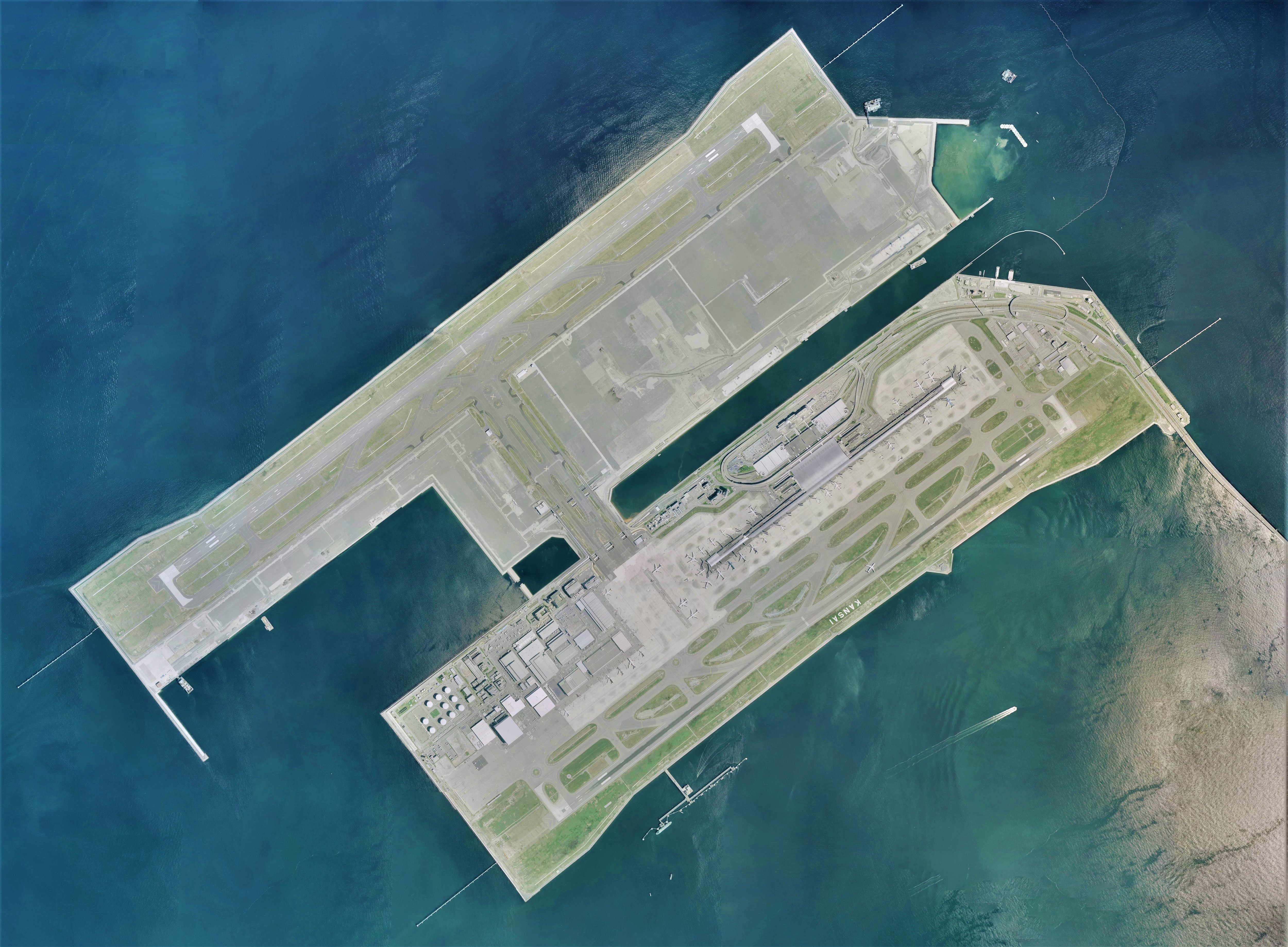
Aeropuerto Internacional de Kansai, en una isla artificial.

Las islas artificiales se construyen a veces sobre "elevaciones de bajamar" preexistentes, una zona de tierra formada de forma natural que está rodeada y por encima del agua durante la marea baja pero sumergida durante la marea alta.  Jurídicamente no son islas y no tienen mar territorial propio.

## Simbolismo
La isla tiene una presencia importante en el arte y las creencias religiosas. Su simbolismo es ambiguo: por una parte se asocia a las ideas negativas de aislamiento, confinamiento y muerte (de hecho, algunas islas han sido usadas como prisiones, como la Isla de Alcatraz, la Isla del Diablo y El frontón); por otra, es el lugar propicio para situar un tesoro (así, en La isla del tesoro de Robert Louis Stevenson), una sociedad perfecta (Atlántida, Utopía) o el paraíso (morada del buen salvaje o de las almas de los bienaventurados: Islas de los Bienaventurados, Tír na nÓg, Ávalon). A menudo se asocian a la figura femenina, como sucede en la Odisea, donde Circe y Calipso, acogedoras y peligrosas al mismo tiempo, son señoras de sendas islas, Eea y Ogigia.
La complejidad de este simbolismo se presta a situar en las islas historias con valor iniciático, en las que el héroe debe afrontar un gran riesgo, enfrentándose a dificultades de todo tipo (monstruos, trampas, tentaciones, enemigos) para alcanzar el conocimiento de sí mismo, la madurez o un tesoro material. La serie de televisión Lost (Perdidos) es un ejemplo reciente de este tipo de narraciones, que tiene su precedente en novelas como Robinson Crusoe de Daniel Defoe, La isla misteriosa de Jules Verne, La montaña análoga de René Daumal o El señor de las moscas de William Golding.